# 牛津 (密歇根州)
牛津（英語：Oxford）是位於美國密歇根州奧克蘭縣牛津特設鎮區的一個村。

## 人口
根據2020年美國人口普查的數據，牛津的面積為3.78平方千米，當中陸地面積為3.26平方千米，而水域面積為0.52平方千米。當地共有人口3492人，而人口密度為每平方千米923人。